# Вейтлус
Вейтлус — деревня в юго-западной части Струго-Красненского района Псковской области. Входит в состав Новосельской волости.

## География
Расположена на западной окраине волостного центра, села Новоселье, близ железной дороги Псков — Струги Красные — Луга — Санкт-Петербург, в 20 км к юго-западу от посёлка Струги Красные.
В деревне имеются три улицы: Центральная, Цветочная, Перегреб.

## История
Деревня образована в 1939 году путем сселения нескольких эстонских хуторов. С эст. Võitlus означает «Борьба».

## Население
| 2001 | 2002 | 2010 | 2011 |
| ---- | ---- | ---- | ---- |
| 152  | ↘137 | ↘76  | ↗131 |

Численность населения деревни по оценке на начало 2001 года составляла 152 жителя, на 2011 год — 131 житель.